# Syrphinae
Syrphinae jsou jednou ze čtyř podčeledí čeledi pestřenkovitých (Syrphidae), tato podčeleď je sesterská podčeledi Pipizinae, s níž byla dříve slučována. Stejně jako pestřenky podčeledi Pipizinae, i Syrphinae mají dravé larvy živící se nejčastěji mšicemi. Od svých příbuzných se však liší zbarvením: zatímco Pipizinae jsou většinou jednolitě černí, Syrphinae bývají výstražně zbarveni žluto-černým pruhováním zadečku, díky němuž mohou svým potenciálním predátorům připomínat žahadlové blanokřídlé, jako např. vosy.
Právě do této skupiny patří velmi hojné středoevropské druhy, jako je pestřenka pruhovaná, pestřenka rybízová či pestřenka psaná, které jsou díky svým velkým populačním hustotám považovány za významné regulátory populací hmyzích hospodářských škůdců, jako jsou mšice.